# Оливарес, Гаспар де Гусман
Гаспа́р де Гусма́н-и-Пименте́ль, граф Оливарес и герцог Санлукар-ла-Майор, известный как граф-герцог де Олива́рес (исп. Gaspar de Guzmán y Pimentel, Conde-Duque de Olivares; 6 января 1587, Рим — 22 июля 1645, Торо) — испанский государственный деятель, фаворит короля Филиппа IV.
Титулатура: 3-й граф Оливарес (1607—1645), 1-й герцог Санлукар-ла-Майор (1625—1645), 1-й маркиз Хелике (1624—1645), 1-й князь Арасена (1640—1645).

## Биография

### Юность
Родился в Риме в семье испанского посланника при папском дворе, второго графа Оливареса. Отец его, Энрике де Гусман и Рибера (1540—1607), 2-й граф Оливарес (1569—1607), происходил из клана Гусманов, главе которого принадлежал титул герцога Медина-Сидония. Его мать Мария Пиментель де Фонсека была сестрой графа Монтеррея, в честь которого назван один из крупнейших городов Мексики.
Прожил в Италии до 12 лет, так как его отец впоследствии был назначен вице-королём Сицилии и Неаполя. Будучи третьим по старшинству отпрыском знатного дома Медина-Сидония, готовился к церковной карьере, четырнадцати лет был отправлен в Саламанкский университет изучать каноническое право.
После скоропостижной смерти старших братьев стал наследником титула, оставил учение и отправился ко двору Филиппа III (1604 год), где его отец к тому времени стал членом Государственного совета и главным казначеем. После его смерти в 1607 году унаследовал графский титул и владения, и, женившись на своей двоюродной сестре, дочери графа Монтеррея, попытался добиться титула гранда. Потерпев неудачу, удалился в Севилью, где в течение восьми лет почти безвыездно прожил, управляя своими поместьями.

### Приход к власти
В 1615 году Оливарес благодаря протекции королевского фаворита герцога Лермы получил назначение камер-юнкером инфанта (будущего Филиппа IV) и вернулся ко двору. Используя своё влияние на наследного принца, он участвует в непрекращающихся придворных интригах, после падения Лермы в 1618 году призывает ко двору своего дядю Бальтасара де Суньига, который через три года был назначен первым министром. Влияние клики Оливареса на дела государства стремительно возрастает, и в 1622 году он сначала получает вожделенный титул гранда, а затем, после смерти дяди, становится valido (официальным королевским фаворитом) и возглавляет правительство. При этом он получает всё новые и новые должности: от личного камергера короля до магистра ордена Алькантара. Тогда же появился и необычный для Испании двойной титул «граф-герцог»: получив от короля титул герцога Санлукар-ла-Майор, он, вопреки традиции, объединил графское и герцогское титулование.

## Управление государством

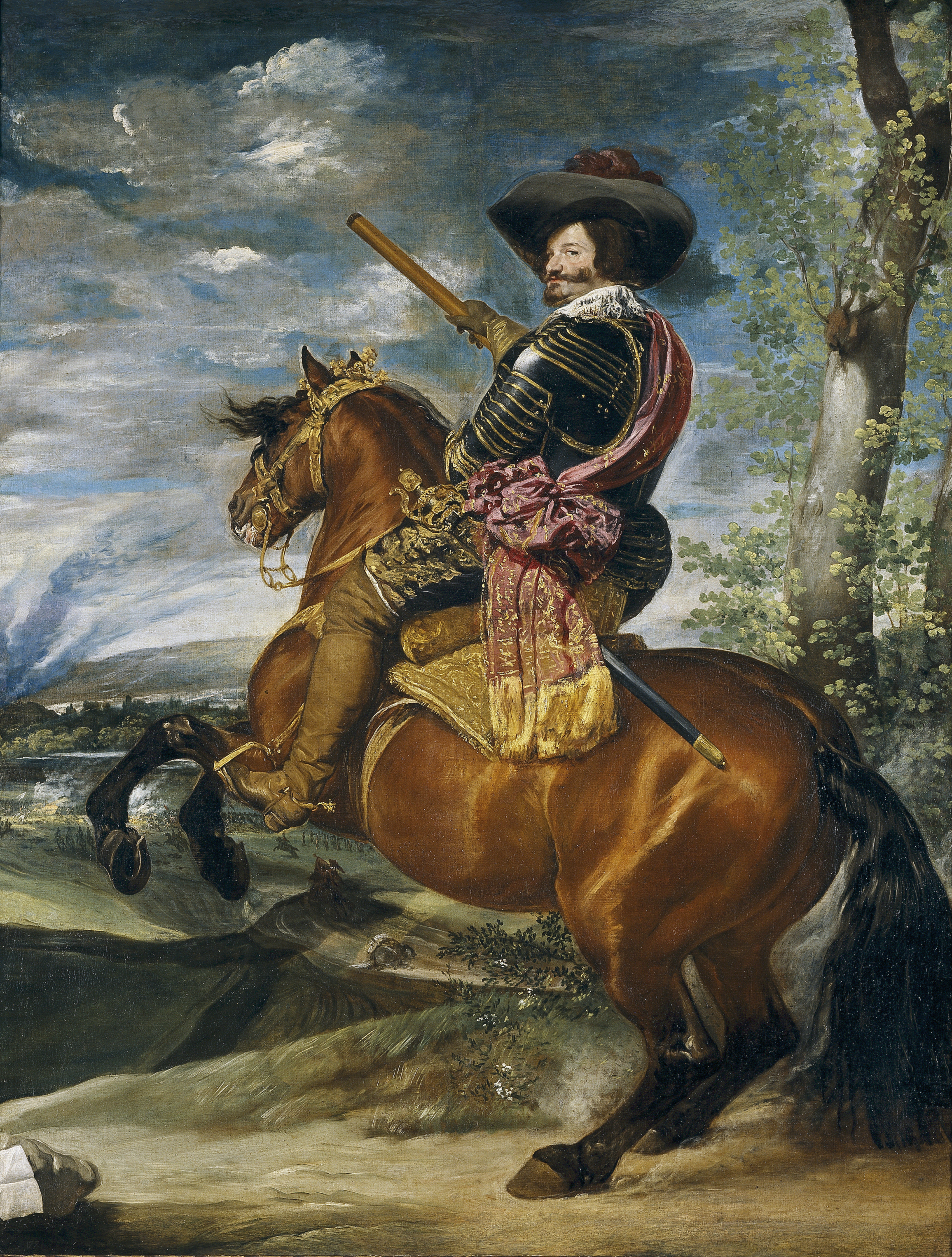
Диего Веласкес. Конный портрет графа-герцога Оливареса. Музей Прадо, Мадрид.

Сосредоточив власть в своих руках, Оливарес развернул бурную деятельность. Во внутренней политике он пытался развернуть обширные реформы; во внешней столкнулся с серией военных неудач, вызванных возобновлением войны с Нидерландами, военной поддержкой австрийских Габсбургов и враждебностью Франции, где фактическая власть принадлежала кардиналу Ришельё.
Оливарес провёл кампанию против повальной коррупции, расцветшей в предыдущее царствование, отдалил от двора семейства Лерма и Уседа, а также их приверженцев, стал инициатором ряда экономических реформ меркантилистской направленности, поощряя национальную промышленность, реорганизовал управление хозяйством королевства, смог остановить рост инфляции. В 1624 году подал королю записку с проектом административных преобразований: унификации законодательства и систем управления в различных владениях Испании, упрочения центральной власти, создании единого армейского резерва в 140 тыс. человек, пропорционально распределённого между частями королевства (что было воспринято как посягательство на традиционные местные вольности). Эти планы были воплощены в жизнь лишь частично. Желая повысить образовательный и нравственный уровень испанской знати, он организовал придворную службу по надзору за моралью, создал мадридскую Королевскую коллегию — высшее учебное заведение под управлением иезуитов (1629 год); по его просьбе, указом Филиппа IV в Испании была запрещена проституция.
Во внешней политике Оливарес стремился вернуть владения, утраченные Испанией в предшествующем столетии, главным образом в Германии и Нидерландах. В 1618 году Испания поддержала австрийских Габсбургов в Тридцатилетней войне; не вступая в войну прямо, Оливарес распоряжался отправлять деньги и подкрепления. В 1620 году Испания прислала на помощь императору 25 тысячное войско под командованием Амброзио Спинолы; испанские солдаты участвовали в подавлении восстания в Чехии, вторжении в Пфальц, вошли в пограничную с Швейцарией североитальянскую область Вальтелина для оказания помощи местным католикам, восставшим против протестантской знати. Снова была развязана война с Соединёнными провинциями, ещё до истечения 12-летнего Антверпенского перемирия. Поначалу были одержана победа при Флёрюсе (1622), принуждена к сдаче Бреда (1625).
Из-за стремительного роста военных расходов и отсутствия финансовых резервов государство быстро залезло в долги и в 1627 году объявило себя банкротом. За этим последовали военные поражения в Нидерландах, обострение отношений с Англией Стюартов (из-за расстройства помолвки инфанты Марии с принцем Уэльским). В Италии была проиграна война за мантуанское наследство, завершившаяся присоединением Монферрато к Франции (1631), окончательно утрачена Вальтелина (1639). Разгром испано-австрийскими войсками шведской армии Густава-Адольфа под Нёрдлингеном в 1634 году привёл к вступлению поддерживавшей Швецию Франции в Тридцатилетнюю войну, с тяжёлыми последствиями для Испании.

### Отстранение

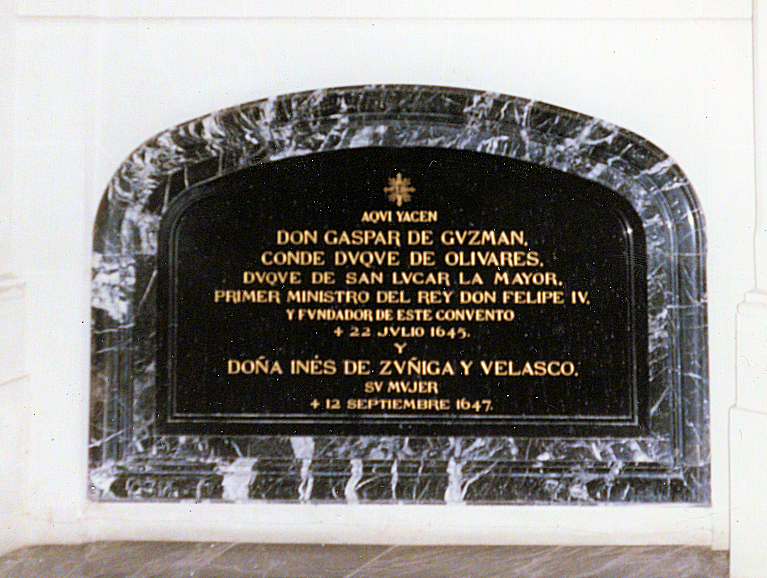
Могила Оливареса.

В 1627—1635 годах Оливарес начинает править всё более авторитарно, усиливая давление на провинции и тенденции к унификации. Первым проявлением недовольства его политикой был соляной бунт в Бискайе (1630—1631). Вторжение французских войск в Руссильон вынудило Оливареса объявить о мобилизации, произведённой в соответствии с проектом, предполагавшим равное участие всех провинций. Власти Каталонии отказались подчиняться указу, сочтя его противоречащим местным вольностям, и размещать у себя испанские войска, что вылилось в кровавые подавления бунтов и декларацию об отделении Каталонии от Испании (1640). Вспыхнула Каталанская революция, опиравшаяся на помощь французов и подавленная только в 1652 году. По сходным причинам разгорелся мятеж в Португалии (см. война за независимость Португалии), приведший к расторжению иберийской унии и восстановлению независимости страны (1641). Против Оливареса созрел заговор придворных, приведший к утрате им доверия, лишению всех постов и изгнанию (1643). Поначалу смещённый фаворит жил в своём владении Лоэчес близ Мадрида, затем, по настоянию придворных-врагов Оливареса, Филипп IV сослал его в небольшой город Торо и подверг суду инквизиции. Оливарес скончался в 1645 году и был похоронен в основанном им монастыре в Лоэчес. Все его титулы и имения в XVIII веке унаследовали герцоги Альба.

## Оценка деятельности
Известие о смерти Оливареса было радостно встречено как придворными, так и обычными подданными короля, уставшими от его самовластного правления. Опала графа-герцога не стала для Филиппа IV катастрофой: он 22 года правил совместно с фаворитом и ещё примерно столько же без него. Тем не менее падение Оливареса ясно продемонстрировало две вещи: утрату Испанией гегемонии в Европе и переход роли ведущей европейской державы к Франции и крах экономических и политических реформ, предпринятых габсбургским двором. До пришествия династии Бурбонов ни один испанский министр не смог или не посмел предпринять столь обширные преобразования. Провал Оливареса в значительной мере дискредитировал само представление о реформах. Тем не менее многие начинания Оливареса были продолжены испанскими государственными деятелями XVIII века.

## Семья и дети
В сентябре 1607 года в Мадриде женился на своей кузине Инес де Суньига-и-Веласко (1584—1647), дочери Гаспара де Суньиги Асеведо-и-Фонсеки (1560—1606), 5-го графа Монтеррея (1563—1606), вице-короля Новой Испании (1595—1603) и Перу (1604—1606), и Инес де Веласко и Арагон. У них родилась единственная дочь:
- Мария де Гусман и Суньига (1609—1626), 2-я маркиза Хелике, муж — Рамиро Нуньес де Гусман[исп.] (1612—1668), герцог Медина-де-лас-Торрес (1626—1668)

От внебрачной связи с Изабель де Анверса у него родился незаконнорождённый сын:
- Энрике Фелипе де Гусман (1613—1646), 2-й граф-герцог Оливарес (1645—1646), маркиз де Майрена был женат на Хуане де Веласко и Товар (ум. 1687)

В 1626 году скончались Гаспар де Гусман и Мария де Гусман, племянник-наследник и единственная дочь графа-герцога Оливареса. На наследство графа-герцога стал претендовать его другой племянник Луис Мендес де Харо и Гусман (1598—1661), 6-й маркиз Карпио. В 1642 году Гаспар де Гусман узаконил своего незаконнорождённого сына Хулиана, который получил имя Фелипе Энрике. Последний после смерти отца и унаследовал его титулы и владения.

## Образ в искусстве
- Портреты графа-герцога, считающиеся шедеврами испанской живописи, выполнил придворный художник Диего Веласкес.
- Оливарес выведен в качестве персонажа в романе «Жиль Блаз» Алена-Рене Лесажа и в цикле Артуро Переса-Реверте о капитане Алатристе.

### Кинематограф
- 1935 — «Героическая кермесса» (Франция) режиссёра Жака Фейдера; в роли — Жан Мюрат.
- 1991 — «Король изумленный[англ.]» (Испания, Португалия, Франция) режиссёра Иманол Урибе; в роли — Хавьер Гурручага.
- 2006  — «Капитан Алатристе» (Испания) режиссёра Агустина Диаса Янеса; в роли — Хавьер Камара.
- с 2015 — телесериал «Приключения капитана Алатристе» (Испания) режиссёра Энрике Урбису; в роли — Гари Пикер.